# 亞蘭卡河
亞蘭卡河（烏克蘭語：Яланка），是烏克蘭西南部的河流，屬於馬爾基夫卡河的右支流。該河流經文尼察州的圖利欽區和莫希利夫-波迪利斯基区，河道全長34公里，流域面積227平方公里。